# Nanaguna discoidalis
Nanaguna discoidalis är en fjärilsart som beskrevs av Embrik Strand 1917. Nanaguna discoidalis ingår i släktet Nanaguna och familjen trågspinnare. Inga underarter finns listade i Catalogue of Life.